# Lista de partidos políticos de Angola
Esta é uma lista dos partidos políticos de Angola, classificados de acordo com sua representatividade:

## Partidos com assento na Assembleia Nacional
| Nome do partido                                     | Sigla | Espectro político          | Ideologia                                      | Presidente             |
| --------------------------------------------------- | ----- | -------------------------- | ---------------------------------------------- | ---------------------- |
| Movimento Popular de Libertação de Angola           | MPLA  | Esquerda à centro-esquerda | Social-democracia e socialismo democrático     | João Lourenço          |
| União Nacional para a Independência Total de Angola | UNITA | Centro à direita           | Partido pega-tudo e autarquismo                | Adalberto Costa Júnior |
| Frente Nacional de Libertação de Angola             | FNLA  | Centro-direita à direita   | Nacionalismo, democracia-cristã e regionalismo | Nimi A Simbi           |
| Partido de Renovação Social                         | PRS   | Centro-esquerda            | Progressismo e federalismo                     | Benedito Daniel        |
| Partido Humanista de Angola                         | PHA   | Centro                     | Novo humanismo e economia solidária            | Florbela Malaquias     |

## Coligações eleitorais sem assento na Assembleia Nacional
| Nome da coligação                                              | Sigla   | Espectro político | Ideologia                           | Composição                    | Líder            |
| -------------------------------------------------------------- | ------- | ----------------- | ----------------------------------- | ----------------------------- | ---------------- |
| Convergência Ampla de Salvação de Angola - Coligação Eleitoral | CASA-CE | Centro-direita    | Liberalismo econômico e federalismo | PALMA, PADDA-AP, PPA, e PNSA* | Manuel Fernandes |

*Partidos que constituem a coligação CASA-CE: Partido de Aliança Livre de Maioria Angolana (PALMA), Partido de Apoio para Democracia e Desenvolvimento de Angola – Aliança Patriótica (PADDA-AP), Partido Pacífico Angolano (PPA) e Partido Nacional de Salvação de Angola (PNSA).

## Partidos sem assento na Assembleia Nacional
- Não há nenhum partido extra-parlamentar ativo pelas leis constitucionais após as eleições gerais de Angola de 2022, à exceção dos que formam a CASA-CE.[6]

## Partidos políticos extintos
- Partido Angolano Independente (PAI)
- Partido Liberal Democrático (PLD)
- Partido da Juventude Operária e Camponesa de Angola (PAJOCA)
- Partido Comunista Angolano (PCA)[7]
- Partido da Luta Unida dos Africanos de Angola (PLUAA)[7]
- Partido Republicano de Angola (PREA)
- Partido Democrático para o Progresso - Aliança Nacional de Angola	(PDP-ANA)
- Bloco Democrático	(BD)
- Movimento de Defesa dos Interesses de Angola - Partido de Consciência Nacional (MDIA-PCN)[7]
- Aliança Patriótica Nacional (APN)
- Partido Nacionalista para a Justiça em Angola (P-NJANGO)
- Partido Socialista Angolano (PSA)
- Movimento dos Novos Intelectuais de Angola (MNIA)[7]
- Partido da Comunidade Comunista Angolana (PCCA)[7]
- Movimento de Unidade Democrática para a Reconstrução (MUDAR)
- Movimento Nacional Angolano (MNA)[7]
- Ngwizani a Kongo (NGWIZAKO)[7]
- Movimento para a Independência Nacional de Angola (MINA)[7]
- Movimento para a Independência de Angola (MIA)[7]
- Partido Democrático de Angola (PDA)[8]
- Partido Renovador Democrático
- Partido Social-Democrata (PSD)
- Fórum Democrático Angolano
- Partido Nacional Democrático Angolano
- Convenção Nacional Democrática de Angola
- Partido Social Democrata de Angola (PSDA)
- Partido da Renovação Angolana
- Plataforma Política Eleitoral
- Revolta do Leste (RdL)
- União Angolana Pela Paz Democracia e Desenvolvimento
- Aliança Nacional Independente de Angola
- Partido Social Independente de Angola
- Partido Socialista Liberal
- Movimento para Democracia de Angola
- União Nacional para a Democracia
- Comité Comunista de Cabinda
- Organização Comunista de Angola (OCA)
- Liga Angolana
- Grémio Africano
- Liga Nacional Africana
- Partido Nacional Africano - Junta de Defesa dos Direitos de África
- Movimento de Libertação Nacional de Angola — Exército de Libertação de Angola (MLNA-ELA)

## Coligações extintas
- Frente para a Democracia (FpD)
- Nova Democracia - União Eleitoral (ND-UE)
- Aliança Democrática de Angola - Coligação (AD-Coligação)
- Frente Democrática de Libertação de Angola (FDLA)[7]
- Coligação Fórum Fraterno Angolano
- Frente Patriótica Unida (FPU)